# 3728 IRAS
3728 IRAS è un asteroide della fascia principale del diametro medio di circa 19,55 km. Scoperto nel 1983, presenta un'orbita caratterizzata da un semiasse maggiore pari a 2,6525914 UA e da un'eccentricità di 0,2125107, inclinata di 22,55250° rispetto all'eclittica.
L'asteroide è dedicato all'omonimo telescopio spaziale, autore della scoperta di tre asteroidi tra cui IRAS stesso.